# Institutul Geologic al României

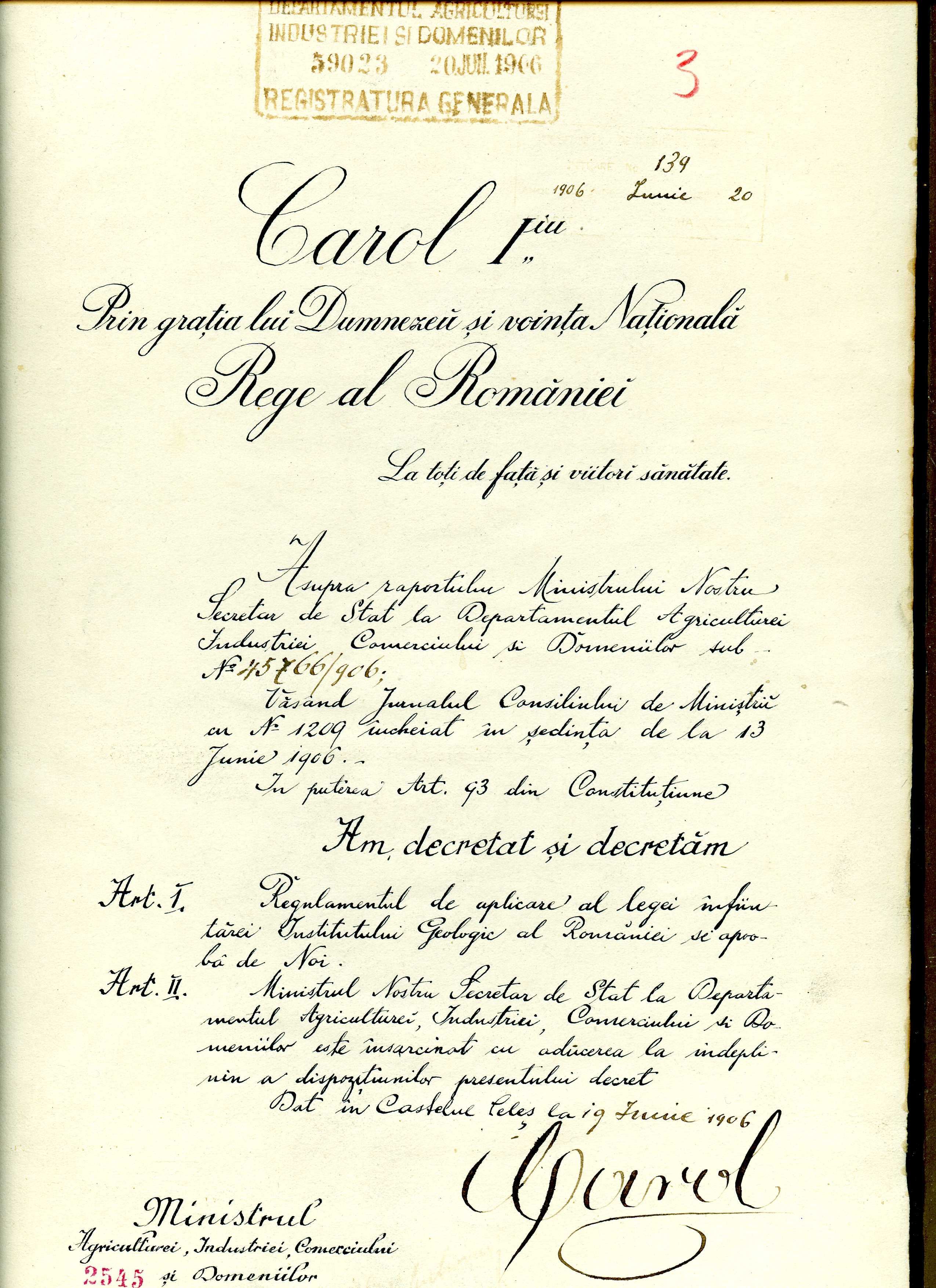
Decret regal, semnat de Regele Carol I, privitor la înființarea Institutului Geologic al României.

Institutul Geologic al României (IGR) a fost fondat în 1906, prin Decretul semnat la 19 iunie de către Regele Carol I al României, cu scopul de a îndeplini atribuțiile unui serviciu geologic național. De la înființare, din 1906, și până în 1928, directorul institutului a fost Ludovic Mrazek.
Un raport amănunțit privind necesitatea cercetării și supravegherii geologice întocmit de cunoscutul geolog Valeriu Popovici-Hațeg (1866-1929) în anul 1902 a stat la baza înființării, patru ani mai târziu a Institutului Geologic.
Instituția continuă în mod firesc activitatea desfășurată de Biroul Geologic, prima instituție din România care a asigurat cercetarea geologică și care a funcționat între anii 1882 și 1889, având în plus o secție de agrogeologie pentru cercetarea solurilor țării.
Primul director al institutului, din anul înființării și până în 1928, a fost Ludovic Mrazec (1867-1944), mineralog și petrograf, primul profesor de mineralogie și petrografie la Universitatea din București, membru (din 1905) și președinte (1932-1935) al Academiei Române, autor al primului curs de mineralogie și petrografie publicat în România. Secția de agrogeologie a fost integrată în institut avand la conducere pe geologul profesor Gheorghe Munteanu-Murgoci (1872-1925), din 1906 până la moartea sa în 1925.
Reprezentând un domeniu de importanță majoră, institutul s-a aflat la început în subordinea Ministerului Agriculturii, Industriei, Comerțului și Domeniului condus de Ion Lahovary, pentru ca apoi, să se subordoneze succesiv următoarelor ministere: Ministerului Industriei și Comerțului (1908-1938), Ministerului Economiei Naționale (1938-1945) și Ministerul Minelor și Petrolului (1945-1949).
În anul 1950, institutul a fost desființat, clădirile, laboratoarele, colecțiile și studiile sale fiind împărțite între Comitetul Geologic Român și Întreprinderea de Prospecțiuni Geologice.
Gheorghe Macovei (1880-1968), geolog, profesor la Institutul Politehnic din București, membru al Academiei Române din anul 1939, a fost director al Institutului geologic și după 1950, președinte al Comitetului Geologic.
Reînființat în anul 1960 (anexa nr.5), ca unitate bugetară în cadrul Comitetului Geologic de Cercetare și Exploatare a Bogățiilor Subsolului și Solului, cu scopul efectuării de cercetări științifice în domeniul geologiei și al editării hărților geologice oficiale de toate categoriile, până în anul 1966, când a trecut în subordinea Comitetului de Stat al Geologiei.
Din 1970 și până în anul 1971, s-a aflat în subordinea Ministerului Industriei Miniere și Geologiei, pentru ca apoi, până în 1974 să fie subordonat Ministerului Minelor, Petrolului și Geologiei.
În 1974, prin fuzionarea I.G.R. cu Institutul de Geofizică Aplicata se înființează Institutul de Geologie și Geofizică.
Din trunchiul acestuia, prin reorganizarea cercetării din domeniu, s-a desprins, în anul 1977, Departamentul de Seismologie, care va deveni în 1994 Institutul Național de Cercetare-Dezvoltare pentru Fizica Pământului.
În anul 1994 s-a desprins Departamentul de Geologie Marină, care prin H.G. 1316/1994 a devenit Institutul Național de Cercetare-Dezvoltare pentru Geologie și Geoecologie Marină-GEOECOMAR-București. 
Prin H.G.nr.1302/1996, institutul își va recapătă numele inițial, devenind Institutul Național de Cercetare-Dezvoltare în domeniul Geologiei, Geofizicii, Geochimiei și Teledetecției - I.G.R., în subordinea Ministerului Educației și Cercetării și în coordonarea Autorității Naționale pentru Cercetare Științifică.
În structura organizatorică a institutului se află și Muzeul Național de Geologie, amenajat în clădirea istorică a Institutului Geologic al României, de pe Șoseaua Kiseleff nr. 2, construită după planurile renumitului arhitect Victor Ștefănescu în stil neobrâncovenesc, declarată ulterior monument arhitectonic și terminată în 1908.
Întregul fond - colecțiile reprezentative litologice, mineralogice și paleontologice, prin estetica lor, dar mai ales prin valoarea lor științifică - este rodul activității de cercetare a mai multor generații de geologi ai Institutului Geologic al României sau al colaboratorilor din universități și alte instituții cu profil geologic. Primul custode al colecțiilor, Iuliu Moisil, care era în același timp și bibliotecar al institutului, a fost urmat apoi de tineri geologi la acea vreme, cum au fost St. Cantuniari, V. Papiu, Al. Codarcea, Gh. Murgeanu, Gr. Raileanu. Schimbările suferite de institut au afectat și muzeul, astfel că în 1964, Al. Semaka, numit custode, devine un susținător activ al valorificării colecțiilor într-un muzeu național.
Muzeul Național de Geologie este inaugurat și deschis oficial pe 10 aprilie 1990, Bucureștiul având de atunci, în clădirea construită la început de secol, un muzeu geologic aparte care, prin strădaniile multor cercetători oferă publicului, într-o sistematizare logică și extrem de atractivă, cele mai moderne idei care stau la baza științelor despre Terra.
Institutul Geologic al României asigură organizarea, gestionarea și valorificarea publică a fondului național de date geologice, conservarea și valorificarea carotelor de foraje, a colecțiilor de minerale, roci și flori de mină, precum și monitorizarea mediului din zonele miniere.
Are ca principal obiect de activitate efectuarea de cercetări fundamentale și aplicative, dezvoltare tehnologică, elaborarea de studii și prognoze de interes public și național, referitoare la descifrarea alcătuirii și evoluției geologice a teritoriului țării, la evidențierea și delimitarea zonelor cu substanțe minerale utile; elaborarea de metode, procedee și tehnologii geologice și geofizice, inclusiv teledetecția și cartarea geochimica, pentru identificarea zonelor cu substanțe minerale utile, ape geotermale, precum și zonelor poluate datorită activităților industriale, în special miniere; întocmirea și editarea de hărți geologice, hidrogeologice, geofizice și geochimce pentru întreg teritoriul țării; cercetări fundamentale și de bază în domeniile mineralogiei, paleontologiei, stratigrafiei, geochimiei, geologiei regionale, hidrogeologiei, geotehnicii, magnetometriei, gravimetriei, geoelectricității, seismicii; studii privind impactul activităților antropice asupra poluării apelor subterane; elaborarea de studii privind tendințele de dezvoltare a științelor pământului în funcție de conjunctură economică internaționala; expertize în domeniul florilor de mină și al pietrelor prețioase (în special prin colectivul de la Muzeul Geologic Național); editarea și tipărirea publicațiilor și a studiilor de specialitate; cercetarea și analiza distribuției câmpurilor geomagnetice, gravific, geotermic și electromagnetic pe teritoriul României; dezvoltarea cercetărilor geonomice integrate, incluzând sistemul geoinformațional (GIS), geoidul și analiza imaginilor din satelit etc.
De asemenea, urmărește menținerea și extinderea acordurilor de cooperare cu instituțiile similare din străinătate, pe baza bilaterală și multilaterală, în cadrul C.E.I. (Inițiativa Central-Europeană), I.G.C.P. (Programe internaționale de corelare geologică sub egida UNESCO), FOREGS (Forumul serviciilor geologice naționale din Europa), I.U.G.S. (Uniunea Internațională a Științelor Geologice), I.U.G.G. (Uniunea Internațională de Geodezie și Geofizică) și altele, cercetările fiind canalizate atât pe tematici de corelare geologică (de interes regional maxim pentru aprofundarea unor probleme a căror rezolvare nu este posibilă numai pe baza datelor referitoare la România, având în vedere că structura geologică nu ține seama de granițe politice), cât și pe tematici legate de perfecționarea metodelor analitice și de accesul cercetătorilor români la aparatura performanța din străinătate.
În prezent, el funcționează ca Institut Național de Cercetare-Dezvoltare în domeniul Geologiei, Geofizicii, Geochimiei și Teledetecției, în coordonarea Autorității Naționale pentru Cercetare Științifică.
Din februarie 2006, IGR este membru al EuroGeoSurveys (Asociația Serviciilor Geologice Naționale din Comunitatea Europeană), organism subordonat Comisiei Europene, care înglobează toate institutele geologice ale Comunității Europene.